# Samsung Jet
De Samsung S8000, ook wel Samsung Jet genoemd, is een mobiele telefoon van de Samsung Group. De Jet werd in het tweede kwartaal van 2009 uitgebracht in Nederland.

## Specificaties
De Samsung Jet beschikt over een 3,1 inch-amoled-touchscreen van 16,8 miljoen kleuren en een resolutie van 480 × 800 pixels, een 800MHz-dualcore-processor, een 5,0 megapixel-camera, een geïntegreerde gps-ontvanger, wifi, FM-radio, een mp3-speler en een videospeler. Ook zijn video-opnames mogelijk met een resolutie van 720 × 480 pixels (30 fps). Omdat het toestel een tweede camera aan de voorzijde heeft kan men er ook mee videobellen. Internetten kan het toestel via HSDPA (ook wel 3,5G of 3G+ genoemd) of wifi. De telefoon heeft een bewegingssensor aan boord die aanvoelt wanneer men het toestel verticaal of horizontaal houdt, waarbij de weergave op het scherm automatisch wordt aangepast. Door de bewegingssensor kan men ook functies activeren door het toestel te schudden of te draaien.